# Jerzy Sterenga
Jerzy Sterenga (ur. 3 lutego 1926 w Wilnie, zm. 19 lipca 1999 w Wałbrzychu) – polski koszykarz, reprezentant Polski, medalista mistrzostw Polski.

## Kariera sportowa
W ekstraklasie debiutował w barwach Spójni Gdańsk w zakończonym spadkiem sezonie 1951/1952, w latach 1952–1954 reprezentował barwy Polonii Warszawa, zdobywając z warszawskim klubem wicemistrzostwo Polski w 1954. Od 1954 mieszkał i pracował w Wałbrzychu, grał w występującym w A-klasie Górniku Wałbrzych, z którym wywalczył w 1955 awans do II ligi, był także trenerem tego klubu, w 1974 wywalczył awans do ekstraklasy, ale w sezonie 1974/1975 jego drużyna zajęła ostatnie, dwunaste miejsce. W latach 60. trenował także żeńską drużynę Unia-Lustrzanka Wałbrzych oraz męską Górnik-Thorez Wałbrzych.
W latach 1952–1955 wystąpił w 46 spotkaniach w reprezentacji Polski seniorów, m.in. na mistrzostwach Europy w 1955 (5 miejsce), zdobywając łącznie 425 punktów.
Koszykarzami byli także jego syn, Jan, córka Jolanta i wnukowie Marcin, Maciej i Michał.